# Roderick Beaton
Roderick Macleod Beaton FBA (in neugriechischer Transkription: Ρόντερικ Μπήτον) (* 29. September 1951) ist ein britischer Neogräzist und war von 1988 bis 2018 Koraes Professor of Modern Greek and Byzantine History, Language and Literature am King’s College London.

## Leben
Nach dem Studium der englischen Literatur und einer Promotion zum PhD in Neogräzistik in Cambridge wurde Beaton zunächst Fellow in Modern Greek an der Universität Birmingham, 1981 am King’s College London Lecturer in Modern Greek Language and Literature, 1988 dort zum Koraes Professor ernannt. Aktiv beteiligte er sich an der Gründung des Centre for Hellenic Studies am King’s College. Von Oktober 2009 bis September 2012 nahm er eine Major Leverhulme Fellowship wahr, um ein Projekt unter dem Titel: Byron’s War: The Greek Revolution and the English Romantic Imagination auszuarbeiten. Die Publikation (2013) lautete: Byron's War: Romantic Rebellion, Greek Revolution. 2018 trat er in den Ruhestand.

## Ehrungen
Beaton hat vier Mal den Runciman Award gewonnen: 1995 für seine Einführung in die neugriechische Literatur, 2004 für die Biographie von Giorgos Seferis, 2014 für sein Buch über Lord Byron und dessen Beteiligung an der Griechischen Revolution und 2021 für Greece: Biography of a Modern Nation. Für die Übersetzung von Seferis’ Levant Journal wurde er 2008 mit dem Hellenic Foundation for Culture Translation Award ausgezeichnet. 2019 ernannte ihn der Präsident Griechenlands Prokopis Pavlopoulos zum Kommandeur des Ordens der Ehre. Seit 2013 ist er Mitglied (Fellow) der British Academy.

## Forschungsschwerpunkte
Beaton hat seine Karriere begonnen mit Arbeiten zur griechischen Volksdichtung von der byzantinischen Epoche bis in die Moderne, für die er Feldforschungen in Griechenland und auf Zypern durchgeführt hatte, und zum byzantinischen Roman bis zum Fall Konstantinopels im Jahr 1453, die sich durch ihre literaturwissenschaftliche Analyse des Gegenstands ausweisen. Mit weiteren Arbeiten zu Seferis und Kazantzakis hat er sich nunmehr als einer der führenden nicht-griechischen Experten auf dem Gebiet der neugriechischen Literatur etabliert. Nach einer Darstellung der Geschichte des modernen Griechenlands, die er im Jahr 2019 veröffentlichte, verfasste er eine 2021 erschienene Globalgeschichte der Griechen von den Anfängen bis in die Gegenwart.

## Schriften (Auswahl)
- The Greeks: A Global History. Faber & Faber, London 2021, ISBN 978-0-571-35356-9.
  - Die Griechen: Eine Globalgeschichte. Übersetzt von Ursula Blank-Sangmeister. Reclam, Stuttgart 2023, ISBN 978-3-15-011007-2.
- Greece: Biography of a Modern Nation. Penguin, 2019.
- Byron's War: Romantic Rebellion, Greek Revolution. Cambridge University Press, Cambridge 2013.
- Roderick Beaton, David Ricks (Hrsg.): The Making of Modern Greece: Nationalism, Romanticism, & the Uses of the Past (1797–1896). Ashgate Publishing, Ltd. 2009, ISBN 978-0-7546-6498-7, google.com, abgerufen am 26. März 2023.
- From Byzantium to Modern Greece: Medieval Literature and its Modern Reception. Ashgate, Farnham 2008, ISBN 978-0-7546-5969-3.
- (Hrsg. u. Übers.): George Seferis: A Levant Journal. Ibis, Jerusalem 2007.
- George Seferis: Waiting for the Angel. A Biography (London and New Haven: Yale University Press 2003, griech. Übersetzung 2003), Buchbesprechung: Vivienne Nilan, Roderick Beaton and ‘George Seferis: Waiting for the Angel’, in: Kathimerini. English Edition, Thursday November 13, 2003
- An Introduction to Modern Greek Literature. 2. Auflage. Clarendon Press, 1999, ISBN 978-0-19-815974-2 (google.com [abgerufen am 26. März 2023]).
- Hrsg. mit David Ricks: Digenes Akrites: new approaches to Byzantine heroic poetry. Aldershot: Variorum 1993, ISBN 0-86078-395-2.
- The Medieval Greek Romance, zweite überarb. Aufl. (London: Routledge 1996, ISBN 0-415-12032-2; zuerst 1989; griech. Übersetzung: Η ερωτική μυθιστορία του ελληνικού Μεσαίωνα. 2η έκδοση, Αθήνα: εκδ. Καρδαμίτσα 1996); The Medieval Greek Romance. Psychology Press, 1996, ISBN 978-0-415-12032-6 (google.com [abgerufen am 26. März 2023]).
- Folk Poetry of Modern Greece. Cambridge University Press, 2004, ISBN 978-0-521-60420-8 (google.com [abgerufen am 26. März 2023]).